# Bulgarije op de Olympische Winterspelen 1976
Tijdens de Olympische Winterspelen van 1976, die in Innsbruck (Oostenrijk) werden gehouden, nam Bulgarije voor de negende keer deel.

## Deelnemers en resultaten

### Alpineskiën
| Olympiër         | Discipline       | Resultaat | Prestatie                        |
| ---------------- | ---------------- | --------- | -------------------------------- |
| Sasjko Dikov     | slalom (m)       | dnf-2     | opgave run 2                     |
| Vladimir Drazjev | reuzenslalom (m) | dnf-2     | opgave run 2                     |
| Georgi Kotsjov   | afdaling (m)     | 50e       | 1.55,82 (+10,09)                 |
| Georgi Kotsjov   | reuzenslalom (m) | dnf-2     | opgave run 2                     |
| Georgi Kotsjov   | slalom (m)       | dnf-1     | opgave run 1                     |
| Ivan Penev       | afdaling (m)     | 48e       | 1.55,56 (+9,83)                  |
| Ivan Penev       | reuzenslalom (m) | 31e       | 3.44,10 (+17,13) 1.51,59+1.52,51 |
| Ivan Penev       | slalom (m)       | 28e       | 2.18,19 (+14,90) 1.07,94+1.10,25 |
| Petar Popangelov | reuzenslalom (m) | 26e       | 3.39,04 (+12,07) 1.50,68+1.48,36 |

### Biatlon
| Olympiër          | Discipline | Resultaat | Prestatie                                      |
| ----------------- | ---------- | --------- | ---------------------------------------------- |
| Christo Madzjarov | 20 km (m)  | 32e       | 1:25.00,71 (+10.48,45) pen.: 8 (0 / 1 / 0 / 7) |
| Ilija Todorov     | 20 km (m)  | 43e       | 1:27.57,60 (+13.45,34) pen.: 7 (1 / 2 / 1 / 3) |

### Langlaufen
| Olympiër                                                    | Discipline            | Resultaat | Prestatie                                                          |
| ----------------------------------------------------------- | --------------------- | --------- | ------------------------------------------------------------------ |
| Christo Barzanov                                            | 15 km (m)             | 60e       | 50.08,09 (+6.09,62)                                                |
| Christo Barzanov                                            | 30 km (m)             | 53e       | 1:41.05,91 (+10.36,53)                                             |
| Ivan Lebanov                                                | 15 km (m)             | 24e       | 47.02,41 (+3.03,94)                                                |
| Petar Pankov                                                | 15 km (m)             | 41e       | 48.08,46 (+4.09,99)                                                |
| Petar Pankov                                                | 30 km (m)             | 49e       | 1:39.27,77 (+8.58,39)                                              |
| Petar Pankov                                                | 50 km (m)             | 40e       | 2:57.07,93 (+19.37,88)                                             |
| Ljoebomir Toskov                                            | 15 km (m)             | 26e       | 47.04,87 (+3.06,40)                                                |
| Ljoebomir Toskov                                            | 30 km (m)             | 48e       | 1:39.10,94 (+8.41,56)                                              |
| Ljoebomir Toskov                                            | 50 km (m)             | 39e       | 2:55.11,11 (+17.41,06)                                             |
| Ljoebomir Toskov Ivan Lebanov Christo Barzanov Petar Pankov | 4x10 km estafette (m) | 14e       | 2:19.45,66 (+11.45,94) (37.10,84 / 35.12,89 / 33.28,54 / 33.53,39) |

### IJshockey
| Olympiër | Discipline | Resultaat | Prestatie |
| --- | ---------- | --------- | --- |
| Petar Radev Atanas Ilijev Ivan Markovski Nikolaj Petrov Dimo Krastinov Dimitri Lazarov Ivan Penelov Georgi Ilijev Ivajlo Kalev Ljoebomir Ljoebomirov Ilija Batsjvarov Bozjidar Mintsjev Miltsjo Nenov Ivan Atanasov Kiril Gerasimov Marin Batsjvarov Malin Atanasov Nikolaj Michajlov | mannen     | 12e       | kwalificatieronde: 1 - 14 Bulgarije - Tsjecho-Slowakije B-groep (7e-12e plaats): 2 - 6 Bulgarije - Oostenrijk 3 - 8 Bulgarije - Zwitserland 5 - 8 Bulgarije - Joegoslavië 4 - 9 Bulgarije - Roemenië 5 - 7 Bulgarije - Japan |

Andorra · Argentinië · Australië · België · Bondsrepubliek Duitsland · Bulgarije · Canada · Chili · Duitse Democratische Republiek · Finland · Frankrijk · Griekenland · Groot-Brittannië · Hongarije · IJsland · Iran · Italië · Japan · Joegoslavië · Libanon · Liechtenstein · Nederland · Nieuw-Zeeland · Noorwegen · Oostenrijk · Polen · Roemenië · San Marino · Sovjet-Unie · Spanje · Taiwan · Tsjecho-Slowakije · Turkije · Verenigde Staten · Zuid-Korea · Zweden · Zwitserland